# HNoMS Eglantine (K197)
«Еглантін» (англ. HNoMS Eglantine (K197) — військовий корабель, корвет типу «Флавер» Королівського військово-морського флоту Норвегії за часів Другої світової війни.
Корвет «Еглантін» був закладений 16 січня 1941 року на верфі компанії Harland and Wolff у Белфасті. 11 червня 1941 року він був спущений на воду, а 29 серпня 1941 року увійшов до складу Королівських ВМС Норвегії.
Корабель брав участь у бойових діях на морі в Другій світовій війні, до 29 листопада 1944 року переважно бився у Північній Атлантиці, супроводжував арктичні конвої. З грудня 1944 до травня 1945 року входив до складу Північно-східного угруповання норвезьких сил, з базуванням у Мурманську та Кіркенесі. 1946 році придбаний норвезьким урядом у Великій Британії. 10 серпня 1946 року перейменований на KNM Sørøyaksi, виконував ескортні завдання у риболовецькому флоті Норвегії. З серпня 1956 року виведений з лав норвезьких ВМС, проданий приватній компанії та перероблений на китобійне судно. Працював у північних та південних широтах. Здійснив останній вихід до Антарктики у сезоні 1967/1968 року. Проданий на брухт у Грімстад

## Історія
У грудні 1941 року британські командос провели два рейди на узбережжя Норвегії; 26 грудня No. 12 Commando атакувала Лофотенські острови за планом операції «Анкліт» за підтримки 22 кораблів та суден трьох флотів. У той час німецькі військовики переважно святкували наступне свято після Різдва — День подарунків. Протягом двох діб оперативна група флоту та командос утримували низку важливих об'єктів на островах, зокрема вивели з ладу 2 ворожі радіостанції та потопили декілька суден.
Однак, попри великі сили, що залучалися для виконання цього рейду, операція «Анкліт» була відтяжним маневром перед значно важливішим нападом на норвезький острів Вогсей у Согн-ог-Ф'юране. Для проведення операції «Арчері» британський штаб об'єднаних операцій залучив значну кількість флоту й зведений загін командос з No. 2, 3, 4 та 6 підрозділів загальною кількістю 570 вояків. З повітря рейд підтримувала ударна група бомбардувальників та винищувачів-бомбардувальників Королівських ВПС.
1 листопада 1943 року корвет включений до складу сил ескорту, що супроводжували конвой RA 54A, який повертався з Радянського Союзу.
15 грудня 1944 року корвет «Еглантін» вийшов у складі ескорту на супровід арктичного конвою JW 62 до берегів Росії.